# Lalka (film)
Lalka – polski film fabularny z roku 1968 w reżyserii Wojciecha Hasa na podstawie jego własnego scenariusza, adaptacja powieści Bolesława Prusa pod tym samym tytułem. Osią fabuły filmu jest uczucie żywione przez kupca Stanisława Wokulskiego do arystokratki Izabeli Łęckiej. Na realizację dzieła przeznaczono 35 milionów złotych. Utwór Hasa krytycy filmowi przyjęli z mieszanymi uczuciami, gdyż scenarzysta nie był wierny pierwowzorowi literackiemu. Podczas Międzynarodowego Festiwalu Filmowego w Panamie Lalka odniosła sukces, zdobywając cztery nagrody festiwalowe, w tym Grand Prix.

## Obsada
- Beata Tyszkiewicz – Izabela Łęcka
- Mariusz Dmochowski – Stanisław Wokulski
- Tadeusz Fijewski – Ignacy Rzecki
- Janina Romanówna – hrabina Joanna Karolowa, siostra Łęckiego
- Józef Pieracki – doktor Michał Szuman
- Aleksander Fogiel – ajent Szprot
- Wiesław Gołas – baron Krzeszowski
- Halina Kwiatkowska – baronowa Krzeszowska
- Kalina Jędrusik – Wąsowska
- Jan Kreczmar – Tomasz Łęcki
- Tadeusz Kondrat – stary Szlangbaum
- Andrzej Płocki – Henryk Szlangbaum
- Andrzej Łapicki – Starski
- Jan Machulski – Julian Ochocki
- Anna Seniuk – Magdalenka
- Bogumił Kobiela – Lisiecki
- Julian Jabczyński – Mraczewski
- Krzysztof Litwin – Klein[1]
- Bernard Ładysz – Suzin
- Zdzisław Maklakiewicz – Maruszewicz
- Halina Gallowa – prezesowa Zasławska
- Wacław Kowalski – Wysocki
- Marian Opania – Węgiełek
- Franciszek Trzeciak – służący Paweł
- Tadeusz Ordeyg – baron Dalski
- Elżbieta Starostecka – Ewelina Dalska, żona barona Dalskiego
- Irena Orska – pani Meliton
- Artur Młodnicki – marszałek, uczestnik zebrania w salonie hrabiny Karolowej
- Igor Przegrodzki – arystokrata
- Jerzy Przybylski – bankier
- Witold Pyrkosz – licytant
- Jan Kociniak – licytant
- Ryszard Kotys – licytant
- Władysław Dewoyno – Jan Machalski, przyjaciel Rzeckiego pracujący w winiarni Hopfera
- Ludwik Benoit – lokaj Krzeszowskiego
- Krystyna Feldman – rajfurka, „opiekunka” Magdalenki
- Tomasz Zaliwski – arystokrata
- Paweł Unrug – hrabia, sekundant Krzeszowskiego
- Jan Koecher – książę
- Janusz Kłosiński – mecenas księcia
- Tadeusz Kożusznik – służący
- Jerzy Moes – arystokrata
- Zdzisław Karczewski – adwokat Łęckiego podczas licytacji

## Produkcja
W czasach powstania realizacja Lalki była kosztownym przedsięwzięciem, Has przewidział w filmie 87 ról głównych i 500 w epizodach. Na potrzeby filmu kostiumolodzy Lidia i Jerzy Skarżyńscy wykonali 500 kostiumów, ponad 2 tysiące dekoracji i rekwizytów. Część rekwizytów (np. meble oraz kotary) sprowadzono z muzeów w Warszawie oraz Krośnie, a dwadzieścia pięć pojazdów, w tym karet, zostało wypożyczonych z Muzeum w Łańcucie. Zdjęcia części plenerów zrealizowano w specjalnie zbudowanych do tego celu drewnianych dekoracjach imitujących Warszawę w pobliżu ulicy Skarbowców we Wrocławiu, a niektóre wnętrza – w secesyjnych wnętrzach wrocławskiego Hotelu Monopol. Część zdjęć nakręcono w Radziejowicach oraz na stacji Jedlina Zdrój. Ogółem budżet Lalki wyniósł 35 milionów złotych.

## Ocena i krytyka filmu
Lalka zebrała szereg różnych opinii. Aleksander Jackiewicz stwierdzał pejoratywnie, że „Has odrealniał powieść Prusa […], a z Wokulskiego […] zrobił bohatera byronowskiego, zagubionego wśród narodowego śmietnika”. Jan Słodowski nazywał film Hasa „romansem w rupieciarni”. Eugeniusz Grzybowski zarzucał filmowi Hasa, że w adaptacji Prusa „zniknęły problemy społeczne, które tak absorbowały wielkiego pisarza, że dał świadectwo prawdzie o czasach, w których żył”. Zdaniem Edwarda Pieścikowskiego „wrażenie niedosytu i zdezorientowania pogłębił jeszcze język filmowy. Mówiąc ściślej, rezygnacja z przełożenia na język filmowy jakże licznych w Lalce Prusa »medytacji«: monologów wypowiadanych i myślanych, głosów wewnętrznych, »widzeń« i halucynacji”.
Konrad Eberhardt, który był zwolennikiem filmu, chwalił stronę estetyczną filmu: „kiedy Wokulski jest jeszcze pełen dynamizmu i ma złudzenia, kiedy zdąża do celu – film ma tonację ciemną, surową, kadry uderzają nas konkretnością, realizmem obyczajowym: sklep, zaułki Powiśla, Krakowskie Przedmieście, wszystko to zarysowane ostro i zdecydowanie. […] kiedy konflikty wchodzą w fazę tragiczną [paradoksalnie] na ekranie coraz więcej bukolicznych zieleni podwarszawskich łąk i Zasławka, kolory stają się pastelowe, kadry coraz ładniejsze, […] pojawia się coraz więcej […] elementów poetyckich i surrealistycznych”. Alicja Helman jednak z kolei twierdziła, iż Has „w niewielkim stopniu wykorzystał dramaturgiczną funkcję koloru”; Helman za to doceniała rolę Tyszkiewicz, której Izabela jest „pełna wspaniałej kobiecości, ciepła, uczucia”. Ogólnie często Hasowi zarzucano zdeformowanie obrazu Warszawy, co Tadeusz Sobolewski kwitował następująco: „Hasowi nigdy nie darowano lalek-manekinów i wystawy okropności zamiast warszawskiego Powiśla”.
Gdy premierę w telewizji w 1978 miała serialowa adaptacja Lalki zrealizowana przez Ryszarda Bera, Janusz Plisiecki uzasadnił znacznie większą popularność wersji Bera od filmu Hasa następująco: „formuła filmu Hasa okazała się zbyt trudna intelektualnie. Odbiorcy oczekiwali od adaptacji realistycznych obrazów warszawskiej rodzajowości i nieudanego romansu kupca z hrabianką”.

## Nagrody
- 1969 – Beata Tyszkiewicz Polne Kwiaty (nagroda w plebiscycie widzów Wielkopolski)
- 1969 – Wojciech Jerzy Has Panama (MFF) – Wielka Nagroda
- 1969 – Stefan Matyjaszkiewicz Panama (MFF) – nagroda za zdjęcia
- 1969 – Mariusz Dmochowski Panama (MFF) – nagroda aktorska
- 1969 – Tadeusz Fijewski Panama (MFF) – nagroda aktorska